# Hipólito (nombre)
Hipólito es un nombre propio masculino de origen griego en su variante en español. Proviene del griego antiguo Ἱππόλυτος (Hippólytos), de ἵππος (híppos), «caballo», y λύειν (lúein), «desatar», por lo que significa «el que desata los caballos», lo que equivale a «guerrero».

## Santoral
13 de agosto: San Hipólito, sacerdote y antipapa, mártir en Roma.

## Variantes
- Femenino: Hipólita.

| Variantes en otras lenguas | Variantes en otras lenguas |
| -------------------------- | -------------------------- |
| Español                    | Hipólito                   |
| Alemán                     | Hippolytus, Hippolyt       |
| Búlgaro                    | Иполит (Ipolit)            |
| Catalán                    | Hipòlit                    |
| Checo                      | Hippolyt                   |
| Corso                      | Ippolitu                   |
| Croata                     | Hipolit                    |
| Danés                      | Hippolytus                 |
| Esperanto                  | Hipolito                   |
| Euskera                    | Ipolita                    |
| Finlandés                  | Hippolytus                 |
| Francés                    | Hippolyte                  |
| Georgiano                  | ჰიპოლიტუსი (Hipolitusi)    |
| Griego                     | Ἱππόλυτος (Hippólytos)     |
| Holandés                   | Hippolytus                 |
| Húngaro                    | Hippolit                   |
| Inglés                     | Hippolytus                 |
| Islandés                   | Hippolýtus                 |
| Italiano                   | Ippolito                   |
| Latín                      | Hippolytus                 |
| Lituano                    | Hipolitas                  |
| Noruego                    | Hippolytus                 |
| Polaco                     | Hipolit                    |
| Portugués                  | Hipólito                   |
| Rumano                     | Hipolit                    |
| Ruso                       | Ипполит (Ippolit)          |
| Sardo                      | Ippòlitu                   |
| Serbio                     | Хиполит (Hipolit)          |
| Sueco                      | Hippolytus                 |
| Ucraniano                  | Іпполіт (Ippolit)          |